# Казахи в Україні
Казахи в Україні — національна меншина етнічних казахів, що проживають в Україні, складова частина казахської діаспори.

## Проживання
На 2001 год кількість казахів в Україні становить 5526. Основною мовою є російська.
Згідно різних казахських даних в Україні проживало близько 40 000 казахів.

## Економічні зв'язки
Для казахської промисловості Україна постачає метал та машинне устаткування. Все ж таки зацікавленість України у нафті не є єдиним фактором, що пов'язує дві держави. Україна і Казахстан разом поділяють трагічні сторінки історії, які знищили та заслали мільйони людей під час сталінських репресій.

## Освіта
В 1980 році багато казахів оселилося в Україні після здобуття вищої освіти під час відомої радянської програми обміну студентів. Казахи вирішили залишитися в Україні і не повертатися в Казахстані.

## Релігія
Більшість казахів сповідують іслам. 